# Ian McColl
John Miller McColl (Alexandria, 1927. június 7. – Glasgow, 2008. október 25.) skót válogatott labdarúgó. 

## Pályafutása

### Klubcsapatban
1945 és 1960 között a Rangers játékosa volt, melynek tagjaként hét bajnokságot, négy kupát és két szuperkupát nyert.

### A válogatottban
1950 és 1958 között 14 alkalommal szerepelt a skót válogatottban. Részt vett az 1958-as világbajnokságon, de nem lépett pályára egyetlen mérkőzésen sem.

### Edzőként
1960 és 1965 között a skót válogatott szövetségi kapitánya volt. 1965 és 1968 között a Sunderland vezetőedzőjeként dolgozott.

## Sikerei, díjai

### Játékosként
Rangers FC
- Skót bajnok (7): 1946–47; 1948–49; 1949–50; 1952–53; 1955–56; 1956–57; 1958–59
- Skót kupagyőztes (4): 1948–49, 1949–50, 1952–53, 1959–60
- Skót ligakupagyőztes (1): 1946–47, 1948–49

### Edzőként
Skócia
- Brit házibajnokság győztes (2): 1962, 1963